# Jennifer Griffith
Jennifer Griffith ist eine US-amerikanische Komponistin und Musikpädagogin.
Griffith trat in ihrer Jugend als Jazzpianistin und -sängerin auf, bevor sie sich er westeuropäischen klassischen Musik zuwandte. Sie erwarb deb Bachelorgrad in Klavierperformance und studierte Komposition am Smith College. Es folgte ein Dissertationsstudium bei David Del Tredici und Tania León am Graduate Center der City University of New York. Seit 2010 unterrichtet sie an der Hofstra University.
2004 wurde ihre Kammeroper Dream President im Rahmen der Reihe VOX 2004 der New York City Opera konzertant uraufgeführt, die Uraufführung der vollendeten Bühnenfassung fand 2008 unter Leitung von Christopher Alden in der Zipper Factory statt. Nach dem Libretto von Dominic Orlando komponierte sie die Oper Beautiful Creatures, die 2011 in New York uraufgeführt wird. Außerdem komponierte sie auch kammermusikalische Werke und Lieder.

## Werke
- Pandora's Hope
- A Windwood Quintet
- Three Songs
- A little Beastliness für Gitarre
- Dream President, Kammeroper, 2004
- Beautyful Creatures, Oper, 2010–11